# Clark Clifford
Clark McAdams Clifford (n. 25 decembrie 1906, Fort Scott⁠(d), Kansas, SUA – d. 10 octombrie 1998, Bethesda⁠(d), comitatul Montgomery, Maryland, SUA) a fost un avocat american. A fost un important consilier pe probleme politice al președinților democrați Harry S. Truman, John F. Kennedy, Lyndon B. Johnson și Jimmy Carter. Acesta a ocupat funcțiile de consilier la Casa Albă⁠(d) (1946–1950), președinte al Consiliului consultativ de informații⁠(d) (1963–1968) și secretar al apărării (1968–1969). Clifford a avut o poziție de influență și în calitate de consilier prezidențial neoficial pe diverse teme. Avocat de succes din Washington, era cunoscut pentru clienții săi din clasa superioară, manierele fermecătoare și costumele impecabile.
Toți cei patru președinți democrați ai epocii Războiului Rece au apelat la serviciile sale și au fost influențați de sfaturile sale, fapt care-l transformă într-unul dintre cei mai buni cunoscători ai Washingtonului.

## Biografie
Clark McAdams Clifford s-a născut pe 25 decembrie 1906 în Fort Scott, Kansas⁠(d). Părinții săi locuiau acolo deoarece tatăl său, Frank, era auditor⁠(d) ambulant pentru Missouri Pacific Railroad⁠(d). A fost numit după unchiul său matern, Clark McAdams. A urmat cursurile la Universitatea Washington din St. Louis⁠(d).

## Cariera

### Secretar al apărării
Pe 19 ianuarie 1968, Johnson a anunțat că Clifford va prelua funcția de secretar al apărării după plecarea lui Robert McNamara. Acesta își petrecuse aproape jumătate din anul precedent consiliindu-l pe președinte, iar cealaltă jumătate lucrând pentru cabinetul său de avocatură. Cunoscut și respectat în Washington, Clifford, specialist în domeniul apărării, era considerat ca fiind un succesor demn de laudă. Mulți considerau că noul secretar avea o poziție pro-război mai puternică decât McNamara și au considerat că alegerea sa prevestește o escaladare a războiului din Vietnam. Clifford a încercat să nege o astfel de posibilitate, iar când a fost întrebat dacă este un șoim (adoptă o poziție pro-război) sau un porumbel (dispus să rezolve conflictul în mod pașnic), acesta a declarat: „Nu cred că mă încadrez în aceste distincții ornitologice”.
Noul secretar nu a modificat sistemul de administrație implementat în mandatul lui McNamara la Pentagon, iar problemele interne ale administrației au căzut în mare parte pe umerii secretarului adjunct al apărării Paul Nitze⁠(d). Clifford nu a înlocuit politicile și programele în materie de strategie nucleară, NATO și asistență militară adoptare de predecesorul său, dar prefera sistemul de rachete antibalistice Santinel⁠(d) față de care McNamara a fost indiferent. Și-a dorit să utilizeze sistemul și a susținut finanțarea acordată de Congres pentru acesta. A considerat că achiziția va încuraja Uniunea Sovietică să inițieze discuții cu privire la controlul armelor nucleare cu Statele Unite. Această decizie a fost productivă deoarece, după ce Clifford a părăsit funcția, administrația Johnson a intrat în negocieri cu sovieticii și a fost încheiat Tratatul ABM⁠(d) în 1972.
Clifford a continuat programul puternic mediatizat de reducere a costurilor implementat de McNamara, anunțând că peste 1.2 miliarde de dolari au fost economisiți în anul fiscal 1968 ca urmare a adoptării acestuia. Însărcinat de Congres cu implementarea unei reduceri de cheltuieli în anul fiscal 1969, Clifford a suspendat planul de activare al unei divizii de infanterie și a retras din activitate 50 de nave mici, 9 escadrile navale și 23 baze de lansare de rachete Nike-Hercules⁠(d).
Când Clifford a devenit secretar, activitatea Departamentului Apărării privind bugetul anului fiscal 1969 era încheiată: 77,7 miliarde de dolari, cu aproape 3 miliarde mai mult decât în anul fiscal 1968. Bugetul final pentru anul fiscal 1970, la care au contribuit Clifford și personalul său înainte de a părăsi postul după alegerea lui Richard Nixon în funcția de președinte, s-a ridicat la 75,5 miliarde de dolari.